# سیدخان (هیرمند)
سیدخان ، روستایی از توابع بخش مرکزی شهرستان هیرمند در استان سیستان و بلوچستان ایران است نام این روستا بر اساس نام بنیادکننده آن حاجی سعید خان منصورنیا خروط است یکی از بزرگترین سرداران بلوچ.

## جمعیت
این روستا در دهستان جهان‌آباد قرار دارد و براساس سرشماری مرکز آمار ایران در سال۱۳۹۵، جمعیت آن۱۹۰ نفر (۴۷خانوار) بوده‌است.